# Ferdinand Lindemann
Carl Louis Ferdinand von Lindemann (ur. 12 kwietnia 1852 w Hanowerze, zm. 6 marca 1939 w Monachium) – niemiecki matematyk, autor dowodu, że π jest liczbą przestępną.

## Życiorys
Ojciec był nauczycielem języków w gimnazjum, matka córką dyrektora gimnazjum. Jego rodzina przeniosła się do Schwerina, gdzie chodził do szkoły. Potem studiował matematykę na uczelniach w Getyndze, Erlangen i Monachium.
W roku 1882 opublikował pracę, w której udowodnił, że liczba pi jest liczbą przestępną, skąd natychmiast wynika, że niemożliwa jest kwadratura koła. Jego dowód był modyfikacją podanego przez Hermite'a dowodu przestępności liczby e. Lindemannowi udało się tego dokonać akurat w swoje trzydzieste urodziny, a jego pracę zaniósł do drukarni sam Karl Weierstraß.
Dowód Lindemanna był jedynym znaczącym jego wkładem w matematykę, ale przyniósł mu uznanie i zaszczyty. Podczas I wojny światowej Lindemann był rektorem Uniwersytetu Ludwika i Maksymiliana w Monachium.
W Królewcu był nauczycielem Davida Hilberta, Hermanna Minkowskiego i Arnolda Sommerfelda.